# Roy Clive Abraham
Roy Clive Abraham (né le 16 décembre 1890 à Melbourne en Australie, décédé le 22 juin 1963 à Hendon au Royaume-Uni) est un linguiste. Il a été une des figures clé de l’étude des langues africaines au XXe siècle. Il a travaillé pendant plus de trente ans sur un large éventail de langues diverses. 

## Biographie

### Formation
Abraham est né le 16 décembre 1890 à Melbourne en Australie.
Il fait ses études à l’University College School (en) à Londres, au Clifton College à Bristol, et dans plusieurs établissements en Allemagne.
De 1923 à 1924, il est au Balliol College d’Oxford. Il a reçu un Honours degree en arabe et en persan ; il a demandé à être examiné en amharique, mais aucun examinateur n’était disponible. Il a obtenu un certificat en anthropologie de l’University College de Londres en 1927 et un diplôme en arabe classique de la School of Oriental Studies en 1930.

### Carrière
Il obtient une commission temporaire en tant que sous-lieutenant dans l’infanterie (il a été affecté au régiment East Surrey) le 22 janvier 1915. Il renonce à sa commission lors de sa nomination à un poste de cadet au Royal Military College de Sandhurst le 19 janvier 1916. Il est nommé sous-lieutenant sur la liste sans attaches pour l’armée indienne le 16 août 1916. Il est rattaché au 1e bataillon de la 109e infanterie le 10 novembre 1916. À la fin de 1918, il est censeur adjoint à Rangoun. Il est nommé officier d’état-major adjoint à l’embarquement le 1er novembre 1919. Il est promu capitaine le 20 août 1919 et prend sa retraite le 5 octobre 1922. 
De 1925 à 1944, il travaille pour le service administratif des provinces du Nord du Nigeria. Il fait des recherches sur les langues locales et aide George Percival Bargery (en) à compiler le monumental Hausa-English Dictionary, publié en 1934. Dans ses Principles of Hausa, publié en 1934, Abraham a simplifié le système à six tons de Bargery au système à trois tons correct pour le haoussa. 
Au cours de cette période, il a également publié The Grammar of Tiv en 1933 et The Principles of Idoma en 1935, la première description linguistique détaillée d’une langue kwa orientale. Les grammaires et les dictionnaires d’Abraham représentent des contributions descriptives et analytiques majeures à l’étude des langues africaines. En 1941-1942, il enseigne le haoussa aux soldats de la force frontalière royale ouest-africaine. Plus tard durant la Seconde Guerre mondiale, il sert en Éthiopie, enseignant l’amharique et le somali ; il est également basé au Kenya, en Afrique du Sud, en France et en Italie, et avec la mission militaire britannique à Moscou, étant promu major. 
En 1945, Abraham reçoit une bourse de recherche Leverhulme pour rechercher les langues de l’Éthiopie et de l’Érythrée (y compris l’amharique et le guèze). En 1946, il échoue à succéder à Bargery en tant que maître de conférences en haoussa à la SOAS[réf. nécessaire]. Cependant, en 1948, il est chargé de cours en amharique ; il enseigne également le tigrigna et commence des recherches sur le berbère, l’oromo et le somali. Son Dictionary of Hausa est publié en 1949 et The Principles of Somali en 1951. Il prend sa retraite en 1951. En 1952, Abraham se lance dans l’étude du yoruba. Son Dictionary of Modern Yoruba est paru en 1958. 
Un volume commémoratif en l’honneur de sa contribution exceptionnelle à la compréhension des langues africaines est publié en 1992. 

### Archives
- Les archives de Roy Clive Abraham sont conservées à l'École d'études orientales et africaines de Londres (en ligne)